# 289P/Blanpain
289P/Blanpain, komet Jupiterove obitelji, objekt blizu Zemlji